# Saint-Cybardeaux
Saint-Cybardeaux ist eine westfranzösische Gemeinde mit 796 Einwohnern (Stand 1. Januar 2022) im Département Charente in der Region Nouvelle-Aquitaine (vor 2016 Poitou-Charentes). Sie gehört zum Arrondissement Cognac und zum Kanton Val de Nouère. Die Einwohner werden Éparciens genannt.

## Lage
Saint-Cybardeaux liegt etwa zwanzig Kilometer nordwestlich von Angoulême am Fluss Nouère, in der Kulturlandschaft des Angoumois. Umgeben wird Saint-Cybardeaux von den Nachbargemeinden Gourville im Norden, Genac-Bignac im Nordosten und Osten, Saint-Genis-d’Hiersac im Osten und Südosten, Saint-Amant-de-Nouère im Südosten, Échallat im Süden, Vaux-Rouillac im Südwesten sowie Rouillac im Westen.

## Bevölkerungsentwicklung
| Jahr                       | 1962 | 1968 | 1975 | 1982 | 1990 | 1999 | 2006 | 2019 |
| Einwohner                  | 708  | 739  | 716  | 670  | 724  | 738  | 776  | 823  |
| Quellen: Cassini und INSEE |      |      |      |      |      |      |      |      |

## Sehenswürdigkeiten
- gallorömisches Amphitheater in Les Bouchauds
- Kirche Saint-Cybard aus dem 11. Jahrhundert

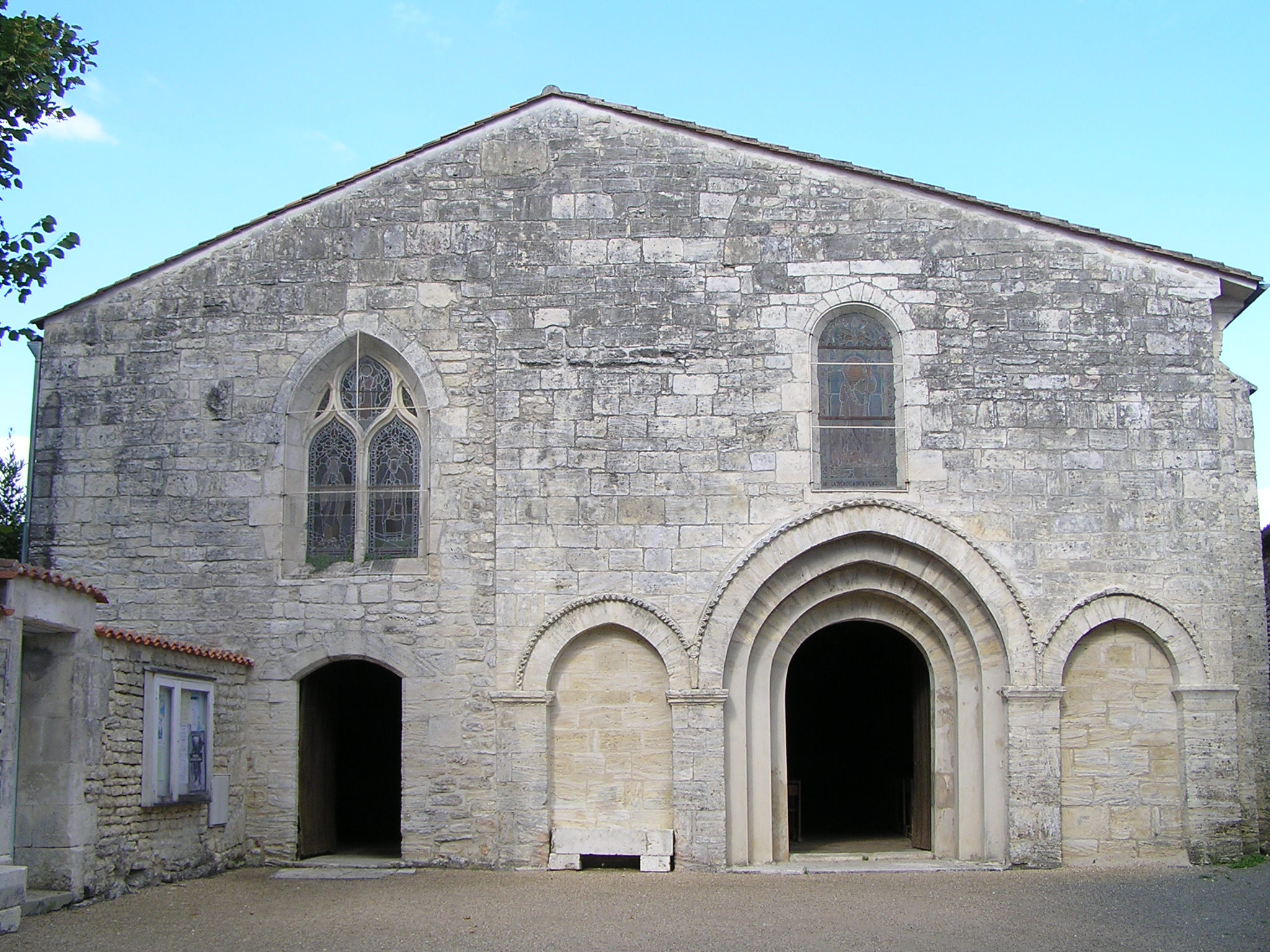
Kirche Saint-Cybard
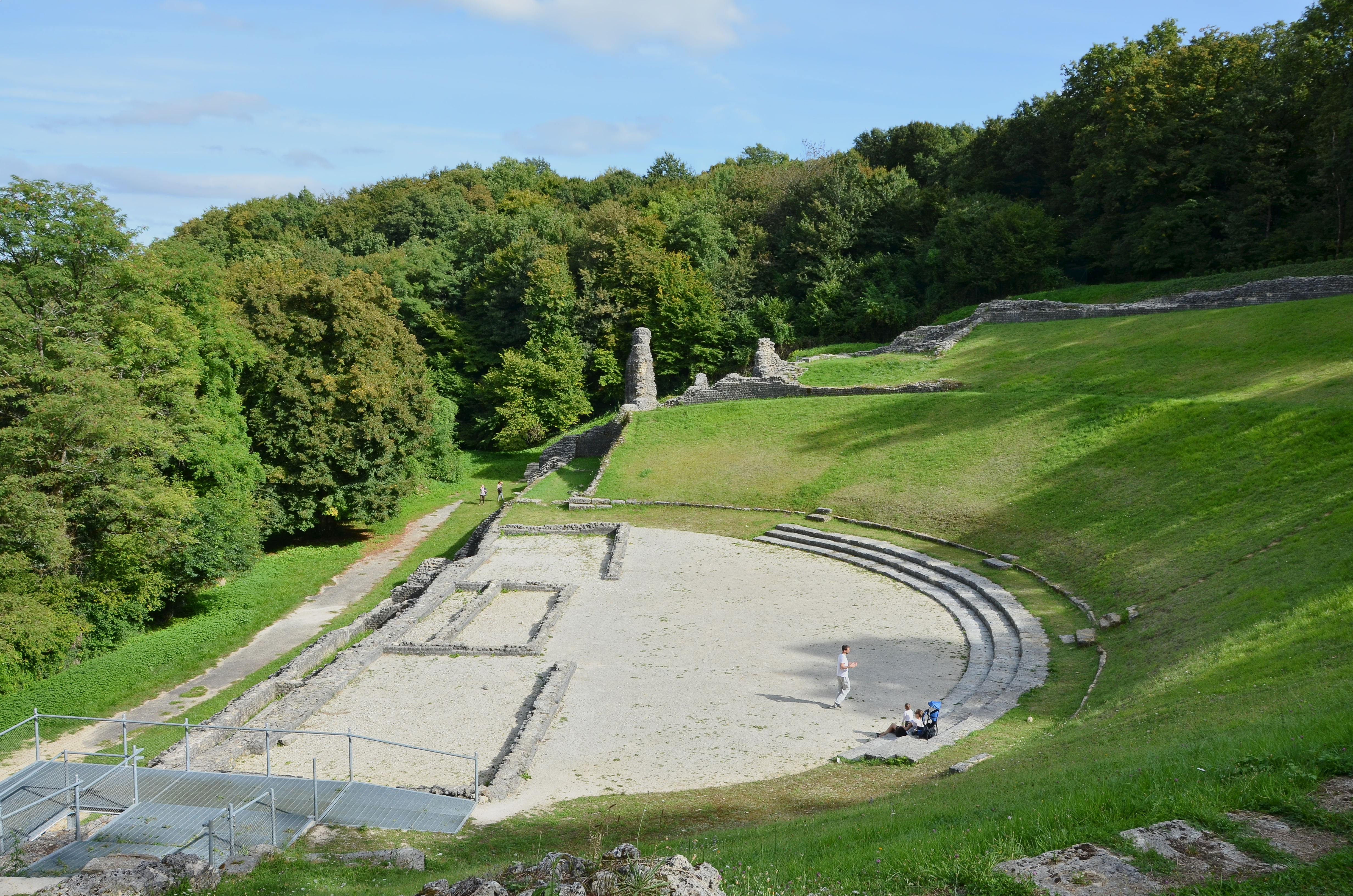
Amphitheater in Les Bouchauds